# 가키타니 요이치로
가키타니 요이치로(일본어: 柿谷 曜一朗, 1990년 1월 3일 ~ )는 일본의 축구 선수이다. 현재 도쿠시마 보르티스 소속이며, 포지션은 공격형 미드필더이다.

## 구단 경력
그는 2006년부터 2024년까지 J리그의 세레소 오사카, 도쿠시마 보르티스, 나고야 그램퍼스에서 활동하였다.

## 국가대표팀 경력
그는 2007년 FIFA U-17 월드컵에 참가할 일본 U-17 국가대표팀에 발탁되었으며, 3경기에 출전, 2득점을 넣었다.
2013년 EAFF 동아시안컵에 참가할 일본 국가대표팀에 발탁되었으며, 7월 21일 중국와의 경기에서 데뷔했다. 2경기에 출전, 3득점을 넣어서, 우승에 기여했다. 2014년 FIFA 월드컵에도 출전했다. 그는 2014년까지 국제 A매치 통산 18경기에 출전, 5득점을 넣었다.

## 통계
| 일본 | 일본 | 일본 |
| 연도 | 출전 | 득점 |
| ---- | ---- | ---- |
| 2013 | 9    | 4    |
| 2014 | 9    | 1    |
| 통산 | 18   | 5    |